# Campionati europei di ciclismo su strada 2023 - Cronometro femminile Junior
La cronometro femminile Junior dei Campionati europei di ciclismo su strada 2023, diciannovesima edizione della prova, si disputò il 20 settembre 2023 su un percorso di 19,8 km con partenza ed arrivo da Midden-Drenthe, nei Paesi Bassi. La medaglia d'oro fu appannaggio dell'italiana Federica Venturelli, la quale completò il percorso con il tempo di 26'23"87, alla media di 45,00 km/h; l'argento andò alla svedese Stina Kagevi e il bronzo alla tedesca Hannah Kunz.
Partenza con 45 cicliste, le quali tutte portarono a termine la competizione.

## Ordine d'arrivo (Top 10)
| Pos. | Corridore           | Squadra     | Tempo     |
| ---- | ------------------- | ----------- | --------- |
| 1    | Federica Venturelli | Italia      | 26'23"87  |
| 2    | Stina Kagevi        | Svezia      | a 23"36   |
| 3    | Hannah Kunz         | Germania    | a 32"99   |
| 4    | Tabea Huys          | Austria     | a 40"27   |
| 5    | Fee Knaven          | Paesi Bassi | a 45"52   |
| 6    | Alberte Greve       | Danimarca   | a 57"26   |
| 7    | Zoë van Velzen      | Paesi Bassi | a 1'14"07 |
| 8    | Alice Toniolli      | Italia      | a 1'21"98 |
| 9    | Ella Wahlström      | Svezia      | a 1'38"91 |
| 10   | Lucy Benezet Minns  | Irlanda     | a 1'54"61 |